# Asociación Mexicana de Productores de Fonogramas y Videogramas
La Asociación Mexicana de Productores de Fonogramas y Videogramas, A.C. más conocida como Amprofon es una organización mexicana sin fines de lucro la cual agrupa más del 70 por ciento del mercado de la industria fonográfica y videográfica en México. Fue establecida el 3 de abril de 1963. Amprofon es miembro de la Federación Internacional de la Industria Fonográfica (IFPI, por sus siglas en inglés) y como tal defiende los intereses de la industria discográfica internacional en todo el mundo, como son la lucha contra la piratería audiovisual; promover mercados de acceso justos y leyes de copyright; ayudar a desarrollar las condiciones legales y las tecnologías para que la industria de grabación prospere en la era digital; y promover el valor de la música.

## Historia
Creada con el fin de representar y defender los intereses de los productores de fonogramas en México, la Asociación Mexicana de Productores de Fonogramas (Amprofon) fue constituida el 3 de abril de 1963 bajo el nombre de Asociación de Productores de Discos Fonográficos (Amprodisc). Las compañías discográficas fundadoras de Amprodisc fueron: Compañía Importadora de Discos, S.A., Discos CBS de México, S.A., Discos Mexicanos, S.A., Fábrica de Discos Peerless, S.A., GAMMA, S.A., Panamericana de Discos, S.A., y RCA Victor Mexicana, S.A.
El 26 de julio de 1971, tras los cambios en la industria fonográfica en México y la llegada de los vídeos musicales al país, la Asamblea de Asociados modifica su denominación por la de Asociación Mexicana de Productores de Fonogramas, y más tarde, el 3 de mayo de 1990, se incluye el concepto video grama quedando finalmente la denominación Asociación Mexicana de Productores de Fonogramas y Videogramas, A.C.
Después de dos décadas, la industria musical y las ventas en México se empezaba a devaluar más, del 2010 al 2012, las certificaciones englobaban álbumes, sencillos, DVDs, videos musicales y ring tones, en 2015 solo permanecen la certificación a sencillos y álbumes, estos dos compartiendo la misma cantidad de ventas certificadas; 30,000 para Oro, 60,000 para Platino y 300,000 para Diamante, sus criterios incluían ventas físicas, ventas digitales y stream, poco a poco viéndose un mejor recibimiento en las certificaciones, también la piratería pudo desaparecer gradualmente, poco a poco se empezaron a hacer más comunes certificaciones por encima del diamante.
En México Spotify ganó gran predominancia, se empieza a volver al consumo de ventas físicas como el CD y Vinilo en las tiendas Mixup. Para finalmente el 1 de noviembre del 2020, se actualizan las certificaciones de los sencillos y álbumes. 70,000 unidades para oro, 140,000 para platino, y 700,000 para diamante, aumentando las unidades requeridas para certificar en el país. Algunas de las compañías discográficas que son miembros de la asociación se encuentran: Universal Music México, Sony Music México, Warner Music México, Altafonte México (en representación de Bobo Producciones), Music VIP Entertainment, Human Stars Company, Big Hit Entertainment, Rimas Entertainment, Dale Play Records, entre otros.

## Objetivos
AMPROFON al igual que los otros miembros de la IFPI, se encarga de alcanzar los siguientes objetivos:
- Promover normas legales que protejan los derechos intelectuales de los productores de fonogramas.
- Otorgar a sus Asociados estudios de mercado, ranking de ventas y fomenta el desarrollo de la industria del fonograma y del video grama a nivel nacional.
- Coordinar el plan integral contra la piratería musical en México.
- Actuar como órgano oficial de consulta.
- Apoyar el desarrollo y difusión de la música mexicana.

## Ventas y certificaciones
AMPROFON se dedica a certificar fonogramas desde 1999. A lo largo del tiempo esta asociación ha certificado distintos formatos, durante la década de los noventa se alcanzó la certificación más grande de la historia, con el disco de diamante para álbumes por 1 millón de copias, en la década de los dos miles se certificaban álbumes, sencillos, ring tones, videos musicales o películas musicales en formato DVD. Llegando a finales del año 2009 se certificaban únicamente sencillos y álbumes, solo se vendía en formato CD y se certificaba Oro, Platino y Diamante para sencillos y álbumes, la certificación en México se devaluó en cantidades inmensas, siendo apenas el tercer país con cantidades certificables más altas en América.
En la década de los 2010; La industria musical en México cambio considerablemente, con la llegada de la era del streaming, países como Estados Unidos sufrían caídas abismales en sus mercados, en México terminó siendo toda una ayuda para las certificaciones del país, en 2010 AMPROFON cuenta las ventas físicas y digitales de álbumes en una sola cifra, y en 2014 se incorpora a consideración el stream por reproducciones en plataformas de música como Spotify, Apple Music, YouTube y Tidal, y se conservaron los niveles de certificación del 2009 para sumar ventas físicas, digitales y streaming por 11 años. Se llegaban a certificar grabaciones tan constantemente cada semana, que la asociación en noviembre de 2020, aumento las unidades de certificación hasta 70,000 copias para el disco de oro, 140,000 copias para platino y 700,000 copias para el diamante, logrando la mayor cantidad de unidades elegibles desde 2003.
Actualmente México es el país hispano con mayor cantidad de unidades requeridas para cada certificación, superando a países como España con PROMUSICAE y Estados Unidos con la RIAA Latin. También es el segundo país con más requisitos de unidades vendidas en América, solo detrás de Estados Unidos (a excepción del diamante en Canadá).
La primera tabla muestra las cantidades actuales para certificar, mientras que la segunda cuenta formatos antiguos y descontinuados:
| Formato  | Ventas | Ventas  | Ventas   | Ventas                          |
| Formato  | Oro    | Platino | Diamante | Notas                           |
| -------- | ------ | ------- | -------- | ------------------------------- |
| Álbum    | 70,000 | 140,000 | 700,000  | Desde el 1 de noviembre de 2020 |
| Sencillo | 70,000 | 140,000 | 700,000  | Desde el 1 de noviembre de 2020 |

| Formato                | Ventas  | Ventas  | Ventas    | Ventas                                                       |
| Formato                | Oro     | Platino | Diamante  | Notas                                                        |
| ---------------------- | ------- | ------- | --------- | ------------------------------------------------------------ |
| Álbum                  | 30,000  | 60,000  | 300,000   | Desde el 1 de julio de 2009 hasta el 31 de octubre de 2020   |
| Sencillo               | 30,000  | 60,000  | 300,000   | Desde el 1 de julio de 2009 hasta el 31 de octubre de 2020   |
| Álbum (ventas físicas) | 40,000  | 80,000  | 400,000   | Desde el 1 de enero de 2008 hasta el 30 de junio de 2009     |
| Álbum (ventas físicas) | 50,000  | 100,000 | 500,000   | Desde el 1 de julio de 2003 hasta el 31 de diciembre de 2007 |
| Álbum (ventas físicas) | 75,000  | 150,000 | 500,000   | Desde el 1 de enero de 2000 hasta el 30 de junio de 2003     |
| Álbum (ventas físicas) | 75,000  | 150,000 | 1,000,000 | Lanzamientos de 1999 al 30 de junio de 2003                  |
| Álbum (ventas físicas) | 100,000 | 250,000 | 1,000,000 | Lanzamientos anteriores a enero de 1999                      |
| Álbum Digital          | 50,000  | 100,000 | 400,000   | Hasta el 1 de junio de 2008                                  |
| Álbum Digital          | 50,000  | 100,000 | 500,000   | Hasta el 1 de junio de 2008                                  |
| Sencillo Digital       | 30,000  | 60,000  | 300,000   | Hasta el 1 de junio de 2008                                  |
| Sencillo Digital       | 1,500   | 3,000   | N/A       | Hasta el 1 de junio de 2008                                  |
| DVD                    | 10,000  | 20,000  | 100,000   | Hasta el 1 de junio de 2008                                  |
| Video Musical          | 50,000  | 100,000 | 500,000   | Hasta el 1 de junio de 2008                                  |
| Ringtone               | 40,000  | 80,000  | 400,000   | Hasta el 1 de junio de 2008                                  |

## Listas actuales
Desde mediados de 2021, la AMPROFON dejó de actualizar la lista semanal de canciones en streaming. Para ver otras listas musicales, vea las listas de Billboard: Mexico Songs (para canciones en streaming) y Mexico Airplay (para canciones en radio).

### Semanales
- Top álbum en español semanal
- Top álbum internacional semanal
- Top streaming semanal

### Anuales
- Top streaming anual
- Top álbum en español anual
- Top álbum internacional anual

AMPROFON se encarga de la elaboración y publicación de la lista de ventas de álbumes y EP, que es la más representativa del país ya que está respaldada por los datos de AMPROFON, que engloba el 75 por ciento del mercado musical en México.